# Dente lupus, cornu taurus petit
 Dente lupus, cornu taurus petit  лат. (изговор: денте лупус, корну таурус петит). Вук зубима, а бик роговима напада (Хорације)

## Поријекло изрека
Изрекао Римски лирски пјесник Хорације у посљедњем вијеку старе ере.“

## Тумачење
Свако се брани оружјем које има  и које му је природа подарила.